# Национальный архив Республики Башкортостан
Государственное казённое учреждение Национальный архив Республики Башкортостан (баш. Башҡортостан Республикаһының Милли архивы) — государственное казённое учреждение при Управлении по делам архивов Республики Башкортостан.

## История
11 августа 1919 года комиссией Главного архива РСФСР было принято решение о создании Уфимского отделения ГлавАрхива РСФСР — Уфимского губернского архива.
В 1920 году в Стерлитамаке был создан Архив Башкирской АССР.
В августе 1922 года, в связи с образованием Большой Башкирии, Уфимское отделение Главархива и Управление архивным делом БАССР были объединены в Центральный архив Башкирской АССР при Башкирском ЦИКе.
В 1939 году был переименован в Центральный государственный архив Башкирской АССР и был переведен в подчинение НКВД БАССР. 
В годы Великой Отечественной войны в архиве Башкирской АССР размещались эвакуированные архивы СНК СССР, Наркомата авиационной промышленности СССР, Наркомнефнефти СССР, Наркомместпрома РСФСР, Кировоградского облисполкома, учреждений и предприятий Калининской, Воронежской, Курской, Орловской областей.
В 1960 году архив перешел в ведение Совета Министров БАССР. 
22 ноября 1991 года в соответствии с постановлением Совета Министров Башкирской ССР был преобразован в Центральный государственный исторический архив.
В 2010 году, согласно распоряжению Правительства Республики Башкортостан от 24 октября 2007 года «О переводе на электронные носители материалов переписей населения XVII—XIX вв.» завершена работа по оцифровке этих уникальных документов и создания электронного фонда пользования.
4 июня 2011 года во исполнение Указа Президента Республики Башкортостан от 19 апреля 2011 ЦГИА РБ был преобразован в Государственное казённое учреждение Республики Башкортостан Центральный исторический архив Республики Башкортостан (ГКУ РБ ЦИА РБ).
С 09.01.2025 г. в полномочия директора вступил Кускильдин Кинья Сагитович.

## Фонды

### Фонды общественных объединений
Хранятся док-ты по истории социально-экономического, общественно-политического и культурного развития Башкортостана. История Башкортостана также отражена в фондах губернских и уездных учреждений Оренбургской и Уфимской губерний, Оренбургского военного губернатора, горных заводов (Тирлянского, Белорецкого, Узянского, Катав-Ивановского и др.), Оренбургского магометанского духовного собрания, Башревкома, республиканских и местных органов власти, предприятий и объединений, профсоюзов и других.

### Личные фонды
В 192 личных фондах хранятся 8 046 единиц хранения.
В ЦГИА РБ хранятся личные фонды государственных и общественных деятелей, сыгравших значительную роль в политической, социально-экономической, культурной жизни республики.
Среди них представлены личные материалы Барсова Н. Н., Валидова А.-З. А., Елгаштиной М. Н., Терегулова Г. Н., Хакимова К. А. и других.

## Основные издания и публикации
- Вклад Башкирии в победу России в Отечественной войне 1812 года// Под ред. А. А. Хисматуллин (ответств.), А. З. Асфандияров, Р. Н. Рахимов. Сост. Р. Н. Рахимов (ответств.), Б. А. Азнабаев, З. Г. Гатиятуллин, Г. Т. Калимуллина, Ф. Г. Нугаева. Уфа: «Китап», 2012.
- Путеводитель по фондам Центрального государственного исторического архива Республики Башкортостан. Часть 1: Фонды учреждений, организаций и предприятий Российской империи.